# Расулов, Абдулла Нуритдинович
Абдулла Нуритдинович Расулов (узб. Abdulla Rasulov; род. 1 января 1959, Наманган) — узбекский историк. Доктор исторических наук.

## Биография
Родился 1 января 1959 года в городе Наманган (Узбекская ССР).
1985—1987 — Заведующий кабинетом исторического факультета Наманганского государственного педагогического института.
1990—1991 гг. — старший преподаватель кафедры «Всеобщей истории» Наманганского государственного университета.
1991—1992 гг. — заведующий сектором Наманганского областного исполнительного комитета.
В 1992—2014 годах он занимал должности старшего преподавателя, доцента, заведующего кафедрой, проректора по духовно-нравственной работе Наманганского государственного университета.
2014—2015 гг. — проректор по учебной работе Наманганского государственного университета.
2015—2018 гг. — занимал должность директора Центра развития и переподготовки кадров Наманганского государственного университета.

## Научная деятельность
В 1985 году он окончил Ташкентский государственный университет (ныне — Национальный университет Узбекистана имени Мирзо Улугбека).
В 1987—1990 годах учился в аспирантуре Казанского государственного университета, где изучал тему «Интернациональная помощь трудящихся Средневолжских партийных организаций народам Туркестана (1918—1924 гг.)», по которой защитил диссертацию кандидата исторических наук.
В 1994 году получил звание доцента. В 2005 году защитил докторскую диссертацию в Академии наук Республики Узбекистан на тему «История взаимоотношений народов Туркестана и Поволжья (1917—1924 гг.)».
В 2009 году получил звание профессора.

## Научные труды
Опубликовано более 200 различных трудов и публикаций:
- «Туркистон ва Волгабўйи, Уралолди халқлари ўртасидаги муносабатлар» (Тошкент, 2005);
- «Туркистон халқи бағрикенглиги» (XX аср 20-йиллари бошларида Россиядан эвакуация қилинган болалар мисолида. Тошкент, 2011);
- «Туркистонда очларга ёрдам кўрсатиш комиссияси фаолияти» (Ҳаммуаллифликда. Фарғона, 2012);
- «Туркистон ва Россия халқлари ўртасидаги муносабатлар» (XX аср 20-йиллари бошида Туркистон ав Бошқирдистон халқлари ўртасидаги ўзаро ёрдам ва ҳамжиҳатлик мисолида). (Тошкент, 2017);
- Türkistan ve Idil-Ural xalklari arasibdaki ilişkiler (1917—1924) (Ankara, 2017);
- «Туркистон ижтимоий-сиёсий, маданий ҳаётидаги татарлар» (Ҳаммуаллифликда. Тошкент, 2019);
- Татары в Туркестане на изломе эпох. Начало XX века (Казань, 2021);
- «Туркистонда мусулмонлар масаласи» (Тошкент, 2024);
- «Россияда ғайритабаа-мусулмонлар» (Тошкент, 2024).